# Ferdinand Marcos jr.
Ferdinand "Bong-Bong" Marcos jr. (Manilla, 13 september 1957) is een Filipijns politicus en sinds 30 juni 2022 de president van de Filipijnen. Hij is een zoon van voormalig dictator Ferdinand Marcos, die het land regeerde tussen 1965 en 1986.
Marcos jr. was tweemaal gouverneur van de provincie Ilocos Norte (1983–1986 en 1998–2007) en zetelde in het Filipijns Congres als lid van het Huis van Afgevaardigden (1992–1995 en 2007–2010) en de Senaat (2010–2016). Marcos jr. werd na de Filipijnse verkiezingen van 2022 tot 17e president van de Filipijnen uitgeroepen.

## Vroege levensloop en carrière
Ferdinand Marcos jr. werd geboren op 13 september 1957 in de Filipijnse hoofdstad Manilla. Marcos jr. is de enige zoon van Ferdinand en Imelda Marcos. Het gezin bestond verder nog uit oudere zus Imee en jongere zus Irene. Jaren later adopteerden de Marcoses hun derde dochter Aimee. Bij de geboorte van Marcos jr. was zijn vader nog lid van het Filipijns Huis van Afgevaardigden, maar twee jaar later werd hij al gekozen in de Filipijnse Senaat. Marcos jr. begon in deze periode zijn lagere schoolopleiding aan La Salle Green Hills, een katholieke privéschool in Mandaluyong. Het was ook in deze periode dat zijn vader in 1965 voor de eerste keer werd gekozen tot president van de Filipijnen. Vijf jaar later begon Marcos jr zijn middelbare schoolopleiding aan Worth School, een kostschool in West Sussex, Engeland.
Van 1975 tot 1978 studeerde Marcos jr. Filosofie, Politiek en Economie aan St Edmund Hall, onderdeel van de Oxford-universiteit. Hij behaalde daar uiteindelijk niet zijn Bachelor of Arts-diploma, maar ontving in 1978 wel een diploma politieke wetenschappen. Nadien studeerde hij aan Wharton School, de businessschool van de University of Pennsylvania. Ook deze MBA-opleiding rondde Marcos uiteindelijk niet af. Hijzelf claimde dat hij stopte vanwege zijn verkiezing als vicegouverneur van Ilocos Norte.

## Politieke carrière

### Gouverneur en congreslid
In januari 1980 werden er voor de eerste keer sinds het uitroepen van de staat van beleg in 1972 weer lokale verkiezingen gehouden. Marcos jr. deed bij deze verkiezingen, namens de KBL, zonder tegenkandidaten, mee aan de verkiezing voor de vicegouverneur van Ilocos Norte, de geboorteprovincie van zijn vader. Hij was bij aanvang van zijn eerste politieke ambt pas 23 jaar oud. Gedurende zijn ambtstermijn verbleef Marcos jr. niet veel in de provincie. Zo studeerde hij tot december 1980 en later ook nog negen maanden in 1981 nog aan Wharton School in de Verenigde Staten. In 1983 werd Marcos jr. ingezworen als gouverneur van de provincie als opvolger van zijn tante, Elizabeth Marcos-Keon, de zus van zijn vader. Zij had wegens ziekte ontslag genomen. Ook als gouverneur was Marcos jr. niet veel aanwezig. Hij liet zich vaak vertegenwoordigen door vicegouverneur Roque Ablan jr. en in de media was het vaak zijn woordvoerder Lito Gorosp, een voormalig tv-en radiopresentator, die namens Marcos jr. verklaringen aflegde.
De termijn van Marcos jr. als gouverneur kwam in 1986 abrupt ten einde toen zijn vader na de EDSA-revolutie werd afgezet en de familie Marcos gedwongen werd om uit het land te vertrekken. Van 1986 tot 1991 verbleef Marcos jr. samen met zijn familie in ballingschap op Hawaii. Nadat zijn vader in 1989 overleed, mocht de rest van de familie in 1991 weer terugkeren naar de Filipijnen.
Van 1992 tot 1995 was Marcos jr. voor de Kilusang Bagong Lipunan lid van het Filipijnse Huis van Afgevaardigden namens het 2e kiesdistrict van Ilocos Norte. Aansluitend werd hij drie maal achtereen gekozen als gouverneur van die provincie. Na deze periode als gouverneur werd hij bij de verkiezingen van 2007 voor de tweede maal gekozen als afgevaardigde van het 2e kiesdistrict van Ilocos Norte. Hij volgde hierdoor zijn zus Imee Marcos op, die de drie voorgaande termijnen afgevaardigde namens dat kiesdistrict was geweest.
Tussen 2010 en 2016 was Marcos jr. lid van de Filipijnse Senaat.

### President
Bij de verkiezingen van 2016 werd Marcos als kandidaat voor het vicepresidentschap verslagen door Leni Robredo. Hij onderhield goede betrekkingen met president Rodrigo Duterte, die de familie in staat stelde alsnog Ferdinand Marcos met nationale eer te begraven.
Zes jaar later deed Marcos bij de verkiezingen van 2022 mee aan de presidentsverkiezingen en ook bij deze verkiezingen was zijn voornaamste tegenkandidaat Leni Robredo. Nadat de meeste stemmen waren geteld, leek het er al op dat hij Robredo overtuigend had verslagen. Op 25 mei 2022 werd hij door het Filipijns parlement tot winnaar van de presidentsverkiezingen van 2022 uitgeroepen. Hij heeft beloofd de "goede oude tijd" van zijn vaders regime terug te brengen, dat volgens zijn campagne welvaart en stabiliteit bracht. Sara Duterte-Carpio, de oudste dochter van Rodrigo Duterte, werd bij de aanstelling van Marcos jr. aangewezen als vicepresident.

## Huwelijk en gezin
Marcos jr. is getrouwd met Louise Araneta Marcos. Samen kregen ze drie zoons: Ferdinand Alexander III "Sandro" , Joseph Simon en William Vincent "Vinny". Zijn oudste zoon Sandro Marcos werd bij de verkiezingen van 2022 namens het eerste kiesdistrict van Ilocos Norte gekozen in het Filipijns Huis van Afgevaardigden.